# Древватнет
Древватнет (норв. Drevvatnet) — озеро, расположенное в коммуне Вефсн, фюльке Нурланн в Норвегии. Площадь — 4,93 км². Расположено на высоте 48 м над уровнем моря. Общая длина береговой линии — 11,74 км.
Из озера вытекает река Древья, впадающая в Вефсн-фьорд.
Первый элемент названия — название реки Древья, окончание названия, слово vatn, которое означает озеро.